# Jean Jadot (industrieel)

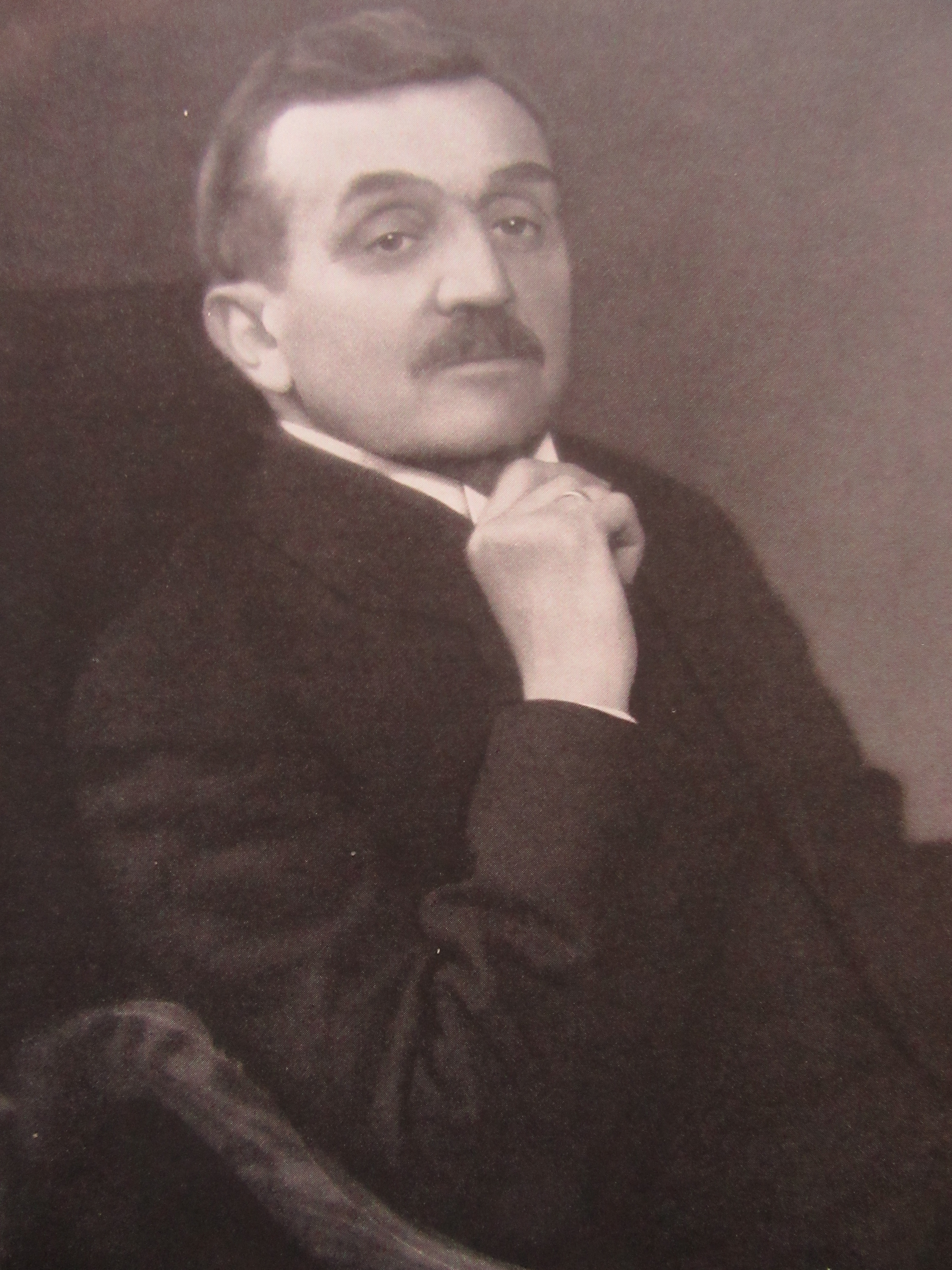
Jean Jadot

Jean Baptiste Jadot (On, 2 augustus 1862 - Brussel, 1 maart 1932) was een Belgisch ingenieur en ondernemer. Hij speelde een belangrijke rol in de economische geschiedenis van Belgisch-Congo en was gouverneur van de Generale Maatschappij van België.

## Levensloop

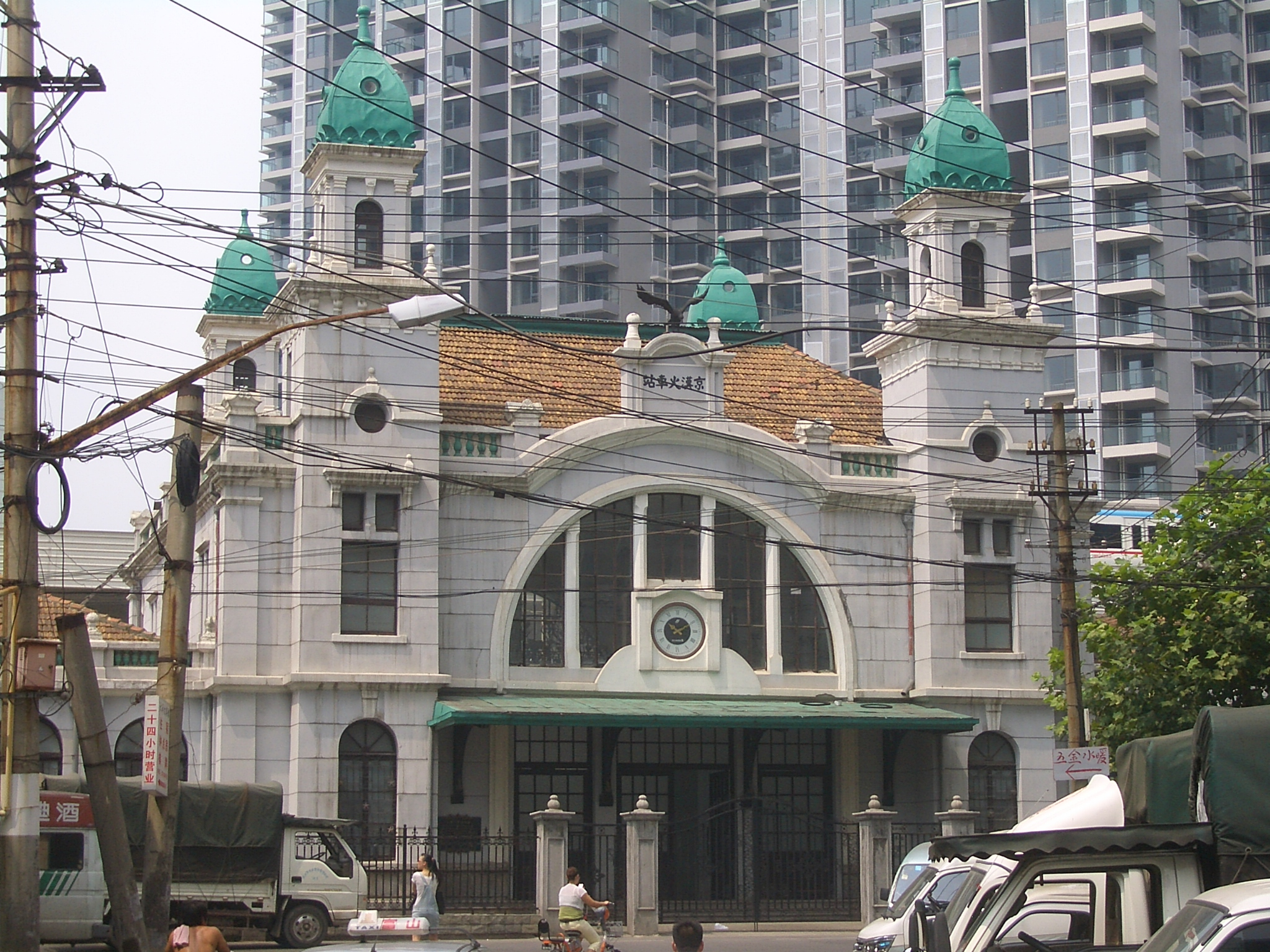
Het origineel station van Hankow van de lijn Peking-Hankow

Hij was de zoon van handelaar Jean-Baptiste Jadot en van Marie Élise Cousin die een jongere zuster was van ingenieur en hoogleraar Louis Cousin. In 1882 studeerde Jadot af als ingenieur aan de Universiteit van Leuven. Hij begon zijn carrière bij de buurtspoorwegen van de provincie Luik. In 1885 werd hij op 23-jarige leeftijd tot hoofdingenieur benoemd bij de buurtspoorwegen van de provincie Luxemburg.
In 1894 ging hij voor de Groupe Empain, opgericht door de grootindustrieel Édouard Empain, werken en leidde hij de aanleg van de tramlijnen in de Egyptische hoofdstad Caïro. Daarna leidde hij eveneens de aanleg van de spoorlijnen in Neder-Egypte. In 1898 verliet hij de groep en keerde hij terug naar Brussel waar hij huwde met zijn nicht Maria, de dochter van zijn oom Louis Cousin. Nog datzelfde jaar vertrok hij naar China waar hij ging werken voor de Société d'Étude de Chemins de fer en Chine die de concessie verworven had voor de aanleg van de Peking-Hankou-spoorlijn. De Frans-Belgische maatschappij werd onder meer gefinancierd door de Generale Maatschappij van België, de Banque de Paris et des Pays-Bas en Cockerill. Als hoofdingenieur controleerde hij er de aanleg van de 1200 kilometer lange spoorlijn. Gestart in 1899 werd die ondanks de Bokseropstand voltooid in november 1905. Er werden meer dan tweeduizend bruggen aangelegd, waaronder een drie kilometer lange over de Gele rivier.
In 1906 werd Jadot benoemd als hoofd van de afdeling industrie van de Generale Maatschappij, die zich tot doel stelde de welvaart in Kongo-Vrijstaat en het latere Belgisch-Congo te bevorderen. Samen met koning Leopold II en de toenmalige secretaris-generaal van Financiën van Kongo, Hubert Droogmans, richtte hij de drie zustermaatschappijen Union Minière du Haut Katanga (UMHK), Société internationale forestière et minière du Congo (Forminière) en de Compagnie du Chemin de Fer du Bas-Congo au Katanga (BCK) op. Deze drie maatschappijen zouden het grootste deel van de Kongolese economie bepalen. Jean Jadot liet in de steden de nodige infrastructuur bouwen zoals scholen, ziekenhuizen, wegen en spoorwegen zodat in 1911 kon begonnen worden met de productie van koper in Elisabethstad.
Jadot werd in 1912 benoemd tot vicegouverneur van de Generale Maatschappij en het jaar daarop werd hij er gouverneur als opvolger van Ferdinand Baeyens, een functie die hij behield tot aan zijn dood. In die hoedanigheid werd hij voorzitter van de raad van bestuur van de UMHK die ondertussen eigendom geworden was van de Generale Maatschappij. Tijdens de Eerste Wereldoorlog speelde de Generale Maatschappij eveneens een belangrijke rol in de Belgische samenleving. Daar waar zijn directeur en latere opvolger Emile Francqui zich vooral richtte op de voedselbedeling via het Nationaal Hulp- en Voedingskomiteit, had Jadot de leiding over de uitgifte van de bankbiljetten in de plaats van de Nationale Bank van België die door de oorlogsomstandigheden gesloten was. 
Door zich te richten op industriële concentratie en modernisatie slaagde de Generale Maatschappij er onder leiding van Jadot in om 70 à 80% van de Congolese economie te beheren en had ze het monopolie op de koperproductie. In 1928 werd de belangrijke spoorwegverbinding tussen Katanga en de Atlantische kust gerealiseerd. Hij was persoonlijk aanwezig bij de inhuldiging van de spoorlijn door koning Albert I.
Als eerbetoon aan de verwezenlijkingen van Jadot kreeg de belangrijkste industriële stad van Katanga, Likasi, in 1931 de naam Jadotstad. Deze naam zou behouden blijven tot in 1966 toen de oude naam van de stad opnieuw ingevoerd werd. 
Na de Eerste Wereldoorlog was Jadot in België betrokken bij de heropstart van het hoger onderwijs en maakte hij fondsen vrij voor de oprichting van het Nationaal Fonds voor Wetenschappelijk Onderzoek in 1928. Als beloning hiervoor kreeg hij een eredoctoraat aan de Université libre de Bruxelles en de Universiteit van Leuven.